# Okorág
Okorág là một thị trấn thuộc hạt Baranya, Hungary. Thị trấn này có diện tích 11,85 km², dân số năm 2010 là 172 người, mật độ 15 người/km².